# Prix du cinéma hellénique
Pour les articles homonymes, voir Prix Iris.
Les prix du cinéma hellénique (grec moderne : Βραβεία Ελληνικής Ακαδημίας Κινηματογράφου) ou prix Iris (Βραβεία Ίρις) sont un ensemble de récompenses décernées chaque année par l’Académie du cinéma hellénique pour l'excellence des réalisations cinématographiques du cinéma grec, remplaçant les prix du cinéma d'État grec abolis.
Le 3 mai 2010, la première cérémonie de remise des prix a été présentée à la salle de concert d’Athènes.
Jusqu'à présent, le plus grand nombre de récompenses remportées est pour Mercredi 04:45 (9 prix) suivi des films Knifer (en) (7 prix) et La Petite Angleterre avec Xenia (6 prix).
Depuis 2016, les prix ont été renommés les prix Iris.

## Listes des lauréats

### Meilleur film
| Saison | Meilleur film              | Sources |
| ------ | -------------------------- | ------- |
| 2010   | Canine                     | ,       |
| 2011   | Knifer                     | [ 7 ]   |
| 2012   | Monde injuste              | [ 8 ]   |
| 2013   | Boy Eating the Bird's Food | [ 9 ]   |
| 2014   | La Petite Angleterre       | [ 10 ]  |
| 2015   | Xenia                      | ,       |
| 2016   | Mercredi 04:45             | [ 13 ]  |
| 2017   | Suntan                     | [ 14 ]  |
| 2018   | Le Fils de Sofia           | [ 15 ]  |
| 2019   | Pitié                      | [ 16 ]  |

### Meilleur réalisateur
| Saison | Meilleur réalisateur                                   |
| ------ | ------------------------------------------------------ |
| 2010   | Yórgos Lánthimos pour Dogtooth (Canine)                |
| 2011   | Yiánnis Ikonomídis pour Knifer                         |
| 2012   | Fílippos Tsítos pour Unfair World                      |
| 2013   | Thanos Anastopoulos pour La Fille                      |
| 2014   | Yorgos Tsemberopoulos pour L'Europe autour de l'Europe |
| 2015   | Pános Koútras pour Xenia                               |
| 2016   | Alexis Alexiou pour Mercredi 04:45                     |
| 2017   | Argiris Papadimitropoulos pour Suntan                  |
| 2018   | Elina Psykou pour Le Fils de Sofia                     |
| 2019   | Angelos Frantzis pour Still River                      |

### Meilleur scénariste
| Saison | Meilleur scénariste                                           |
| ------ | ------------------------------------------------------------- |
| 2010   | Efthýmis Filíppou et Yórgos Lánthimos pour Dogtooth           |
| 2011   | Yiánnis Ikonomídis pour Knifer                                |
| 2012   | Yorgos Gikapeppas pour La Cité des enfants                    |
| 2013   | Thanos Anastasopoulos pour La Fille                           |
| 2014   | Giannis Tsiros pour L'Europe autour de l'Europe               |
| 2015   | Panagiotis Evangelidis et Pános Koútras pour Xenia            |
| 2016   | Athiná-Rachél Tsangári pour Chevalier                         |
| 2017   | Argiris Papadimitropoulos et Syllas Tzoumerkas pour le Suntan |
| 2018   | Elina Psykou pour Le Fils de Sofia                            |
| 2019   | Marios Piperides pour Where is Jimi Hendrix ?                 |

### Meilleur acteur
| Saison | Meilleur acteur                                     |
| ------ | --------------------------------------------------- |
| 2010   | Antonis Kafetzopoulos pour L'Académie de Platon     |
| 2011   | Argiris Xafis pour Ap' ta kokala vgalmena           |
| 2012   | Antonis Kafetzopoulos pour Unfair World             |
| 2013   | Yannis Papadopoulos pour Boy Eating the Bird's Food |
| 2014   | Themis Panou pour Miss Violence                     |
| 2015   | Vangelis Mourikis pour Stratos                      |
| 2016   | Stelios Mainas pour Mercredi 04:45                  |
| 2017   | Makis Papadimitriou pour Suntan                     |
| 2018   | Andreas Konstantinou pour La Dernière Note          |

### Meilleure actrice
| Saison | Meilleure actrice                             |
| ------ | --------------------------------------------- |
| 2010   | Mina Orfanou pour Strélla                     |
| 2011   | Ariane Labed pour Attenberg                   |
| 2012   | Kika Georgiou pour La Cité des enfants        |
| 2013   | Amalia Moutoussi pour Hara                    |
| 2014   | Kora Karvouni pour September, une femme seule |
| 2015   | Maria Kallimani pour Sto Spiti                |
| 2016   | Evangelia Andreadaki pour Smac                |
| 2017   | Sofia Kokkali pour Nima                       |
| 2018   | Katia Gkoulioni pour Polyxeni                 |
| 2019   | ?                                             |
| 2020   | ?                                             |
| 2021   | ?                                             |
| 2022   | ?                                             |
| 2023   | ?                                             |
| 2024   | Dímitra Vlagopoúlou pour Animal (de)          |

### Meilleur acteur dans un second rôle
| Saison | Meilleur acteur dans un second rôle           |
| ------ | --------------------------------------------- |
| 2010   | Christos Passalis pour Dogtooth               |
| 2011   | Dimitris Imellos pour Ap' ta kokala vgalmena  |
| 2012   | Chrístos Stérgioglou pour Unfair World        |
| 2013   | Ieronimos Kaletsanos pour J.A.C.E.            |
| 2014   | Nikos Georgakis pour Standing Aside, Watching |
| 2015   | Angelos Papadimitriou pour Xenia              |
| 2016   | Minas Hatzisavvas pour Worlds Apart           |
| 2017   | Themis Panou pour Notias                      |
| 2018   | Thanasis Papageorgiou pour Le Fils de Sofia   |

### Meilleure actrice dans un second rôle
| Saison | Meilleure actrice dans un second rôle     |
| ------ | ----------------------------------------- |
| 2010   | Anna Mascha pour Chrisoskoni              |
| 2011   | Ioanna Tsirigouli pour Homeland           |
| 2012   | Olia Lazaridou pour le paradis            |
| 2013   | Kora Karvouni pour J.A.C.E.               |
| 2014   | Reni Pittaki pour Miss Violence           |
| 2015   | Vicky Papadopoulou pour Stratos           |
| 2016   | Vassiliki Troufakou pour Ouzeri Tsitsanis |
| 2017   | Elli Trygou pour Suntan                   |
| 2018   | Lydia Photopouloui pour Polyxeni          |

### Meilleure photographie
| Saison | Meilleure photographie                                           |
| ------ | ---------------------------------------------------------------- |
| 2010   | Marcus Waterloo pour Le Pré obscur                               |
| 2011   | Dimitris Katsaitis pour Knifer                                   |
| 2012   | Angelos Viskadourakis et Yorgos Argyroiliopoulos pour Man at Sea |
| 2013   | Ilias Adamis pour La fille                                       |
| 2014   | Simos Sakertzis pour La Petite Angleterre                        |
| 2015   | Kostas Gkikas pour Forever                                       |
| 2016   | Kostas Karamanis pour Mercredi 04:45                             |
| 2017   | Kostas Karamanis pour Suntan                                     |

### Meilleure musique
| Saison | Meilleure musique                                                |
| ------ | ---------------------------------------------------------------- |
| 2010   | Giannis Aggelakas pour Psyhi Vathia                              |
| 2011   | drog_A_tek pour Mère Patrie                                      |
| 2012   | Yannis Aiolou pour Le Tango de Noël                              |
| 2013   | Stavros Gasparatos pour Aima                                     |
| 2014   | Alexander Voulgaris pour The Sentimentalists                     |
| 2015   | Babis Papadopoulos pour Stratos et Yannis Veslemes pour Norvigia |
| 2016   | Yannis Veslames pour Mercredi 04:45                              |
| 2017   | drog_A_tek pour To xipnima tis anoixis                           |

### Meilleur montage
| Saison | Meilleur montage                                                                                                  |
| ------ | --- |
| 2010   | Yorgos Mavropsaridis pour Canine                                                                                  |
| 2011   | Yannis Halkiadakis pour Knifer, Ioanna Spiliopoulou pour Ap' ta kokala vgalmena, Panos Voutsaras pour Mère Patrie |
| 2012   | Yannis Halkiadakis pour Wasted Youth                                                                              |
| 2013   | Stella Fillipopoulou pour What if... et Takis Yannopoulos, Panos Daoultzis & Lambis Haralambidis pour J.A.C.E.    |
| 2014   | Giorgos Mavropsaridis pour L'Europe autour de l'Europe                                                            |
| 2015   | Yorgos Lamprinos pour Xenia                                                                                       |
| 2016   | Lampis Haralabidis pour Mercredi 04:45                                                                            |
| 2017   | Yannis Sakaridies pour America Square                                                                             |

### Meilleurs décors
| Saison | Meilleurs décors                           |
| ------ | ------------------------------------------ |
| 2010   | Pinelopi Valti pour Strélla                |
| 2011   | Ioulia Stavridou pour Knifer               |
| 2012   | Giorgos Georgiou pour Le Tango de Noël     |
| 2013   | Ilias Ledakis pour J.A.C.E.                |
| 2014   | Adonis Dagklidis pour La Petite Angleterre |
| 2015   | Yannis Veslemes pour Norvigia              |
| 2016   | Spyros Laskaris pour Mercredi 04:45        |
| 2017   | Spyros Laskaris pour Notias                |

### Meilleure création de costumes
| Saison | Meilleur création de costumes               |
| ------ | ------------------------------------------- |
| 2010   | Vassilis Barbarigos pour Strélla            |
| 2011   | Giorgos Georgiou pour Taxidi sti Mytilini   |
| 2012   | Giorgos Georgiou pour Le Tango de Noël      |
| 2013   | Despina Himona pour J.A.C.E.                |
| 2014   | Gioula Zoiopoulou pour La Petite Angleterre |
| 2015   | Vassilis Barbarigos pour Xenia              |
| 2016   | Anna Mahairianaki pour Ouzeri Tsitsanis     |
| 2017   | Gioula Zoiopoulo pour I Roza tis Smyrnis    |

### Meilleur mixage de son
| Saison | Meilleur mixage de son                                                                                |
| ------ | --- |
| 2010   | Stefanos Efthymiou, Dimitris Voutsas, Panos Voutsaras, Costas Varybopiotis pour Psyhi Vathia          |
| 2011   | Dinos Kittou, Costas Fylaktidis pour Knifer                                                           |
| 2012   | Aris Louziotis, Alexandros Sidiropoulos, Panos Voutsaras, Costas Varybopiotis for Paradise            |
| 2013   | Marinos Athanassopoulos, Aris Louziotis, Alexandros Sidiropoulos, Costas Varybopiotis pour What If... |
| 2014   | Stefanos Efthimiou, Kostas Varimpopiotis, Takis Giannopoulos pour La Petite Angleterre                |
| 2015   | Ntinos Kittou, William Frank, Kostas Fylaktisid pour Stratos                                          |
| 2016   | Aris Athanasopoulos, Gil Toren, Avi Mizrahie pour Mercredi 04:45                                      |
| 2017   | Stefanos Efthimiou, Kostas Varimpopiotis, Persefoni Miliou, Valia Tserou pour Park                    |

### Meilleur maquillage
| Saison | Meilleur maquillage                         |
| ------ | ------------------------------------------- |
| 2010   | Apollonia B., Mary Stavrakaki Strélla       |
| 2011   | Evi Zafiropoulou pour Mère Patrie           |
| 2012   | Katerina Varthalitou pour To Gala           |
| 2013   | Yannis Pamoukis pour J.A.C.E.               |
| 2014   | Efi Zafeiropoulou pour La Petite Angleterre |
| 2015   | Dora Nazou pour Norvigia                    |
| 2016   | Nabil Salame pour Ouzeri Tsitsanis          |
| 2017   | Katerina Varthalitou pour Notias            |

### Meilleurs effets spéciaux et visuels
| Saison | Meilleurs effets spéciaux et visuels                                                                                       |
| ------ | --- |
| 2010   | Petros Nousias pour To Kako stin Epohi ton Iroon                                                                           |
| 2011   | Nikos Moutselos pour I Ypografi                                                                                            |
| 2012   | Yorgos Alahouzos, Argyris Alahouzos pour La Cité des enfants                                                               |
| 2013   | Vassilis Andriopoulos, Yorgos Alahouzos, Argyris Alahouzos, Yannis Vamvakas, Dimitris Gerpinis pour Demeni, Kokkini Klosti |
| 2014   | Aggelos Spartalis pour De la Terre à la Lune                                                                               |
| 2015   | Roulis Alahouzos, Ionas Katrazanos, Phokion Xenos pour Norvigia                                                            |
| 2016   | Roulis Alahouzos, Ippokratis Halas pour Mercredi 04:45                                                                     |
| 2017   | Yorgos Alahouzos, Argyris Alahouzos pour The Other Me                                                                      |

### Meilleur premier réalisateur
| Saison | Meilleur premier réalisateur                                                   |
| ------ | ------------------------------------------------------------------------------ |
| 2010   | Argyris Papadimitropoulos pour Bank Bang                                       |
| 2011   | Syllas Tzoumerkas pour la Mère Patrie                                          |
| 2012   | Elias Demetriou pour Fish n 'Chips                                             |
| 2013   | Ektoras Lygizos pour Boy Eating the Bird's Food                                |
| 2014   | Elina Psykou pour L'Éternel Retour d'Antonis Paraskevas                        |
| 2015   | Yannis Veslemes pour Norvigia                                                  |
| 2016   | Evangelia Kranioti pour Exotica, Erotica etc et Giorgos Zois pour Interruption |
| 2017   | Sofia Exarchou pour Park                                                       |

### Meilleur film documentaire
| Saison | Meilleur film documentaire                              |
| ------ | ------------------------------------------------------- |
| 2010   | Allos Dromos Den Ypirhe par Stavros Psyllakis           |
| 2011   | Ta Paidia Paizei par Rea Apostolidou, Yuri Averov       |
| 2012   | Matière première par Christos Karakepelis               |
| 2013   | Imerologia Amnisias par Stella Theodoraki               |
| 2014   | Glow in the Dark par Panagiotis Evaggelidis             |
| 2015   | Mia Oikogeneiaki Ypothesi par Angeliki Aristomenopoulou |
| 2016   | Evangelia Kranioti pour Exotica, Erotica, etc.          |

### Meilleur court métrage
| Saison | Meilleur court métrage                                        |
| ------ | ------------------------------------------------------------- |
| 2010   | Et moi pour moi-même par Georgis Grigorakis                   |
| 2011   | Casus Belli par Yorgos Zois                                   |
| 2012   | Mon père, Lénine et Freddy par Rinio Dragasaki                |
| 2013   | Camomille par Neritan Zinxhiria                               |
| 2014   | Washingtonia Par Konstantina Kotzamani                        |
| 2015   | Promenade par Stella Kyriakopoulou                            |
| 2016   | La Figue de Nicolas Kolovos                                   |
| 2017   | Limbes de Konstantina Kotzamani                               |
| 2018   | Copa Loca de Christos Massalas                                |
| 2019   | Hector Malo : Le dernier jour de l'année de Jacqueline Lentzu |
| 2020   | Electric Swan de Konstantina Kotzamani                        |
| 2021   | Bella de Thelgia Petraki, Kostas Tagkalakis                   |
| 2022   | Vancouver de Artemis Anastasiadou, Vangelis Fampas            |
| 2023   | Airhostess-737 de Thanasis Neofotistos                        |
| 2024   | Peu orthodoxe de Konstantinos Antonopoulos, Fani Skartouli    |